# Kito Ryuto
Ryuto Kito (sinh ngày 14 tháng 8 năm 1998) là một cầu thủ bóng đá người Nhật Bản.

## Sự nghiệp câu lạc bộ
Ryuto Kito đã từng chơi cho Giravanz Kitakyushu.